# Gare de Marquise - Rinxent
Gare de Marquise - Rinxent vasútállomás Franciaországban, Rinxent településen.

## Vasútvonalak
Az állomást az alábbi vasútvonalak érintik:
- Boulogne–Calais-vasútvonal

## Kapcsolódó állomások
A vasútállomáshoz az alábbi állomások vannak a legközelebb:
- Gare du Haut-Banc
- Gare de Wimille - Wimereux
- Gare de Calais-Ville
- Gare de Boulogne-Tintelleries